# قمبود كتير الشعر
قمبود كتير الشعر (الاسم العلمي: Campodea plusiochaeta) هو نوع من الحيوانات يتبع جنس القمبود من فصيلة القمابيد.